# Olympische Sommerspiele 2004/Teilnehmer (Mauritius)
| Gelbes Symbol für Goldmedaillen mit stilisierten Olympischen Ringen | Graues Symbol für Silbermedaillen mit stilisierten Olympischen Ringen | Braundes Symbol für Bronzemedaillen mit stilisierten Olympischen Ringen |
| ------------------------------------------------------------------- | --------------------------------------------------------------------- | ----------------------------------------------------------------------- |
| —                                                                   | —                                                                     | —                                                                       |

Mauritius nahm an den Olympischen Sommerspielen 2004 in der griechischen Hauptstadt Athen mit neun Sportlern, drei Frauen und sechs Männern, teil.

## Teilnehmer nach Sportarten

### Bogenschießen
Männer
- Yehya Bundhun
Einzel: Qualifikation

### Boxen
Männer
- Michael Medor
Leichtgewicht (bis 60 kg): Qualifikation

### Gewichtheben
Frauen
- Marie Jesika Dalou
Klasse bis 75 kg: 14. Platz

### Leichtathletik
Männer
- Stéphan Buckland
200 Meter: 6. Platz

- Éric Milazar
400 Meter: Halbfinale

- Jonathan Chimier
Weitsprung: 10. Platz

Frauen
- Yolene Raffin
20 km Gehen: 51. Platz

### Schwimmen
Männer
- Chris Hackel
50 Meter Freistil: Vorläufe

Frauen
- Diane Etiennette
50 Meter Freistil: Vorläufe